# Fermín Rezábal Bustillo

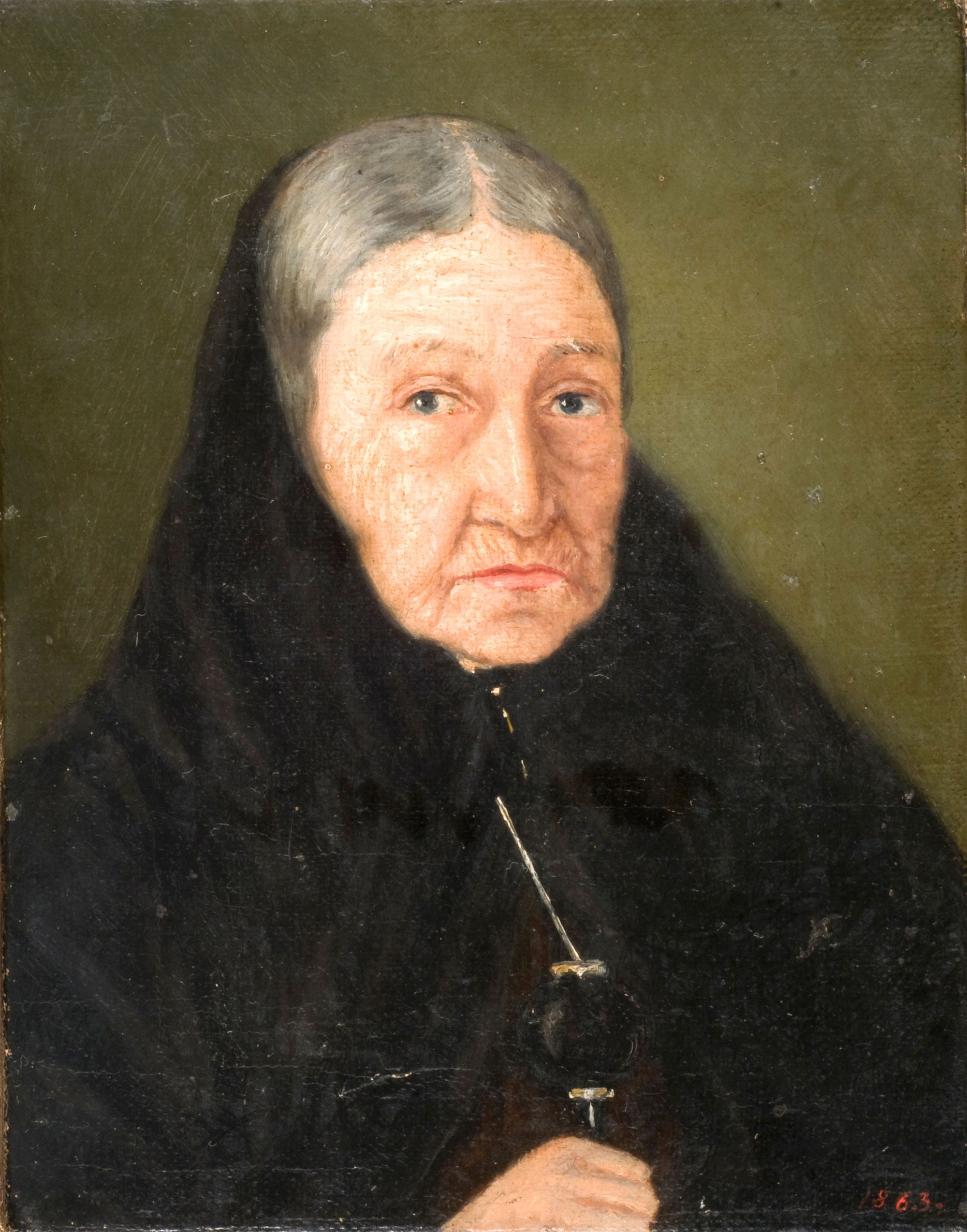

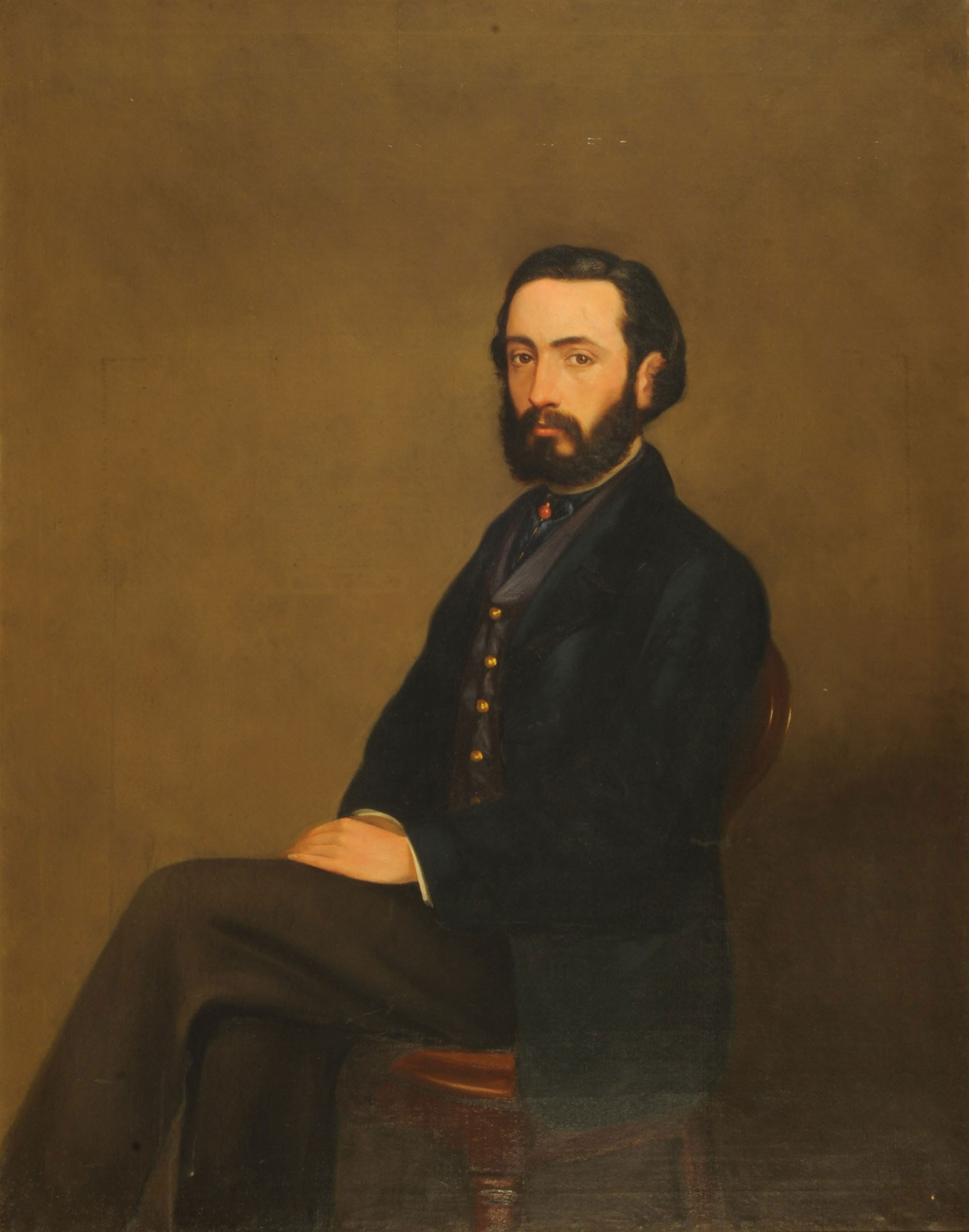
Autorretrato, Fermín Rezaval Bustillo

Fermín Rezábal Bustillo, (Buenos Aires, 1845 - Buenos Aires, 23 de mayo de 1873) fue un pintor argentino. Hijo de Fernando Fermín Rezábal Ugarte, y Juana María Estanislada Bustillo Prudant.
Es reconocido por sus retratos y escenas cotidianas de la vida en Buenos Aires. Fue asistente del pintor Prilidiano Pueyrredón.